# Thémis Cholévas
Themistoklís « Thémis » Cholévas (grec moderne : Θεμιστοκλής «Θέμης» Χολέβας'), né le 12 avril 1926, à Athènes, en Grèce et décédé le 30 décembre 2007, est un ancien joueur et entraîneur de basket-ball grec. Il évolue durant sa carrière au poste de pivot.

## Palmarès
Joueur
- 3e des Jeux méditerranéens 1955

Entraîneur
- 3e des Jeux méditerranéens 1971